# مسجد غریب
مسجد غریب مربوط به دوره قاجار است و در بوشهر، خیابان انقلاب، محله بهبهانی واقع شده و این اثر در تاریخ ۱۲ بهمن ۱۳۸۱ با شمارهٔ ثبت ۷۴۵۹ به‌عنوان یکی از آثار ملی ایران به ثبت رسیده است.